# Stanisław Olejniczak
Pour les articles homonymes, voir Olejniczak.
Stanisław Olejniczak, né le 28 mars 1938, à Zbąszyń, en Pologne et mort le 1er février 2022, est un ancien joueur polonais de basket-ball.

## Palmarès
- Finaliste du championnat d'Europe 1963
- 3e du championnat d'Europe 1965